# Paraqueloitas
Paraqueloitas (en griego, Παραχελωίτας) es el nombre de una antigua ciudad griega de Tesalia.
Estrabón la sitúa en el distrito de Ftiótide, dice que estaba cerca de Lamia y que tenía el mismo nombre que una ciudad de Etolia. Se encontraba a orillas de un río llamado Aqueloo.